# Artus Wolffordt

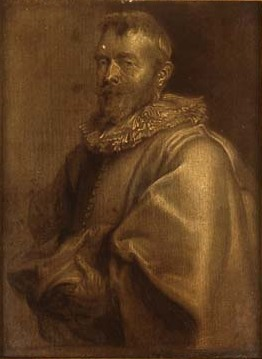
Artus Wolfordt (1581–1641)
Porträt von Anthony van Dyck

Artus Wolffordt (* 1581 in Antwerpen; † 1641 ebenda) (auch: Wolfaerts, Wolffort, Wolfert) war ein flämischer Maler.
Kurz nach seiner Geburt zogen seine Eltern nach Dordrecht. Am 29. Dezember 1603 wurde er dort Mitglied in der St. Lucasgilde, doch bald wieder aus ihr gestrichen, da er nicht mehr vermögend genug war. 1615 wurde er Assistent von Otto van Veen in Antwerpen. 1617 soll er in der Kathedrale St. Paul in Antwerpen am Altar Die Auferstehung und Mariä Himmelfahrt gemalt haben.
In seiner Werkstatt sind zahlreiche Werke mit religiösen Motiven entstanden.

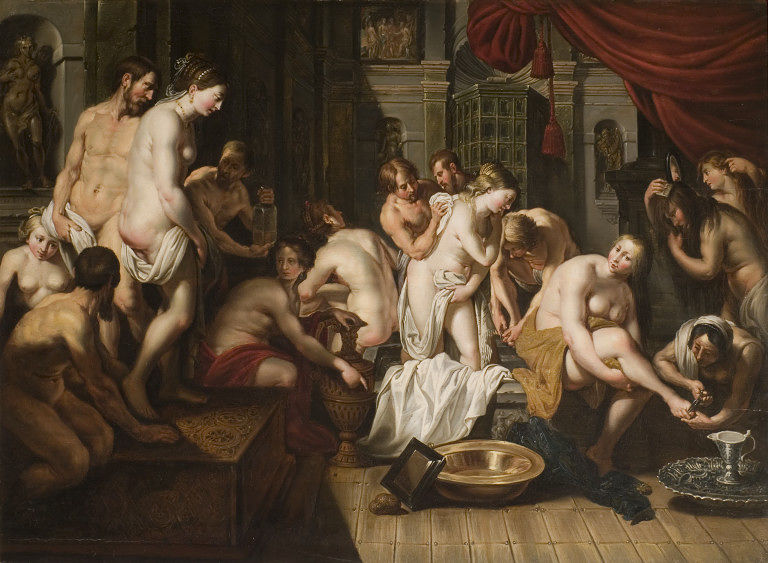
Esthers Toilette im Harem von Ahasuerus, c. 1620, Victoria and Albert Museum

Zu seinen Schülern zählten Pieter Van Mol (1599–1650) und Pieter van Lint (1609–1690).

## Werke
- Heilige Matthäus (1620), Musée des beaux-arts, Besançon
- Gastmahl des Achelous zwischen 1625 und 1629 KHM Bilddatenbank
- Christus im Hause des Pharisäers, Columbia Museum of Art
- Die vier Evangelisten Le musée des Beaux-Arts de Bordeaux Museum Bordeaux
- Demokrit, der lachende Philosoph, Öl auf Holz
- Esther im Frauenhaus des Ahasuerus, Öl auf Leinwand, Robert Simon Fine Art

## Familie
Artus Wolffordt war in Antwerpen verheiratet. Sein Sohn Jan Baptist Wolfert (* 15. November 1625; nach 1656) wurde ebenfalls Maler, und eine seiner Töchter heiratete den Maler Wilhelm van Herp (1614–1677).